# Adolf (wielki książę Luksemburga)
Adolf, właśc. Adolf Wilhelm August Karl Friedrich z Nassau-Weilburga (ur. 24 lipca 1817, zm. 17 listopada 1905) – pierwszy wielki książę Luksemburga z niemieckiej dynastii Nassau od 1890, książę Nassau w latach 1839–1866.

## Życiorys
Adolf był synem Wilhelma, księcia Nassau (1792–1839) i jego pierwszej żony Luizy z Saksonii-Hildburghausen. Jego przyrodnią siostrą była królowa Szwecji, Zofia Wilhelmina Nassau. Adolf został księciem niemieckiego Nassau w 1839, po śmierci swego ojca. W czasie wojny prusko-austriackiej w 1866 (bitwa pod Sadową) poparł cesarza Austrii, w wyniku czego Prusacy zajęli i anektowali Nassau, jego samego detronizując.
W 1890 królowa Holandii, Wilhelmina, musiała zrezygnować z tronu Luksemburga, gdzie obowiązywało wówczas prawo salickie, wykluczające kobiety od następstwa tronu, kończąc tym samym unię personalną łączącą Holandię z księstwem, i przekazała Luksemburg księciu Adolfowi.

### Małżeństwa
31 stycznia 1844 Adolf poślubił Elżbietę Romanową, wielką księżną Rosji, wnuczkę cara Pawła I. Jego żona zmarła w połogu niecały rok po ślubie.
23 kwietnia 1851 Adolf ożenił się po raz drugi, z Adelajdą Marią z Anhaltu-Dessau, najstarszą córką Fryderyka, księcia Anhaltu-Dessau. Para miała pięcioro dzieci, z których tylko dwoje dożyło pełnoletniości:
- Wilhelm IV (1852–1912); po śmierci Adolfa w 1905 przejął tron
- Fryderyk (1854–1855)
- Maria (1857)
- Franciszek Józef Wilhelm (1859–1875)
- Hilda Charlotta Wilhelmina (1864–1952); została żoną Fryderyka II, wielkiego księcia Badenii.

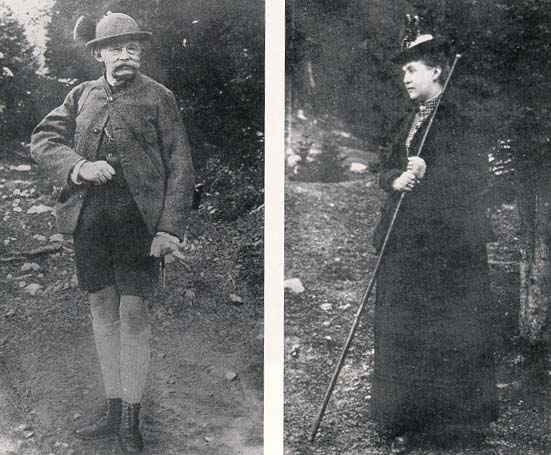
Wielki książę Adolf i jego druga żona Adelajda Maria